# Модель C4
Модель C4 є технікою бережливого графічного запису для моделювання архітектури програмного забезпечення. Ця техніка заснована на структурному розділенні системи на контейнери та компоненти, та спирається на наявні техніки моделювання, такі як Unified Modelling Language (UML) або Entity Relation Diagrams (ERD) для більш детальної декомпозиції складових архітектури.

## Історія
Модель C4 була створена архітектором програмного забезпечення Саймоном Брауном (англ. Simon Brown між 2006 та 2011 на основі Unified Modelling Language (UML) та 4+1 architectural view model. Запуск офіційного сайту під ліцензією Creative Commons та статті, опублікованої у 2018 популяризували нову техніку.

## Огляд
Модель C4 описує архітектуру програмних систем, використовуючи кілька кутів зору, які пояснюють декомпозицію системи на контейнери та компоненти, відносини між ними та, де доречно, їх відношення до користувача.
Ці кути зору організовано згідно з їх ієрархічним рівнем:
- Контекстна діаграма (рівень 1): показує систему в масштабі та її відносини з користувачами та іншими системами;
- Контейнера діаграма (рівень 2): розділяє систему на взаємоповʼязані контейнери. Контейнер представляє застосунок або сховище даних;
- Компонентна діаграма (рівень 3): розділяє контейнери на взаємоповʼязані компоненти та відносить компоненти до інших контейнерів чи систем;
- Діаграма коду (рівень 4): надає додаткові деталі про дизайн архітектурних елементів що можуть бути пов'язані з кодом. Модель C4 спирається на цьому рівні на наявні системи запису, такі як Unified Modelling Language (UML), Entity Relation Diagrams (ERD) або діаграми, створені за допомогою інтегрованого середовища розробки (IDE).

Для рівнів від 1 до 3, модель C4 використовує пʼять базових діаграмних елементів: персони, програмні системи, контейнери, компоненти та відносини. Техніка моделювання не оперує поняттями розташування, форми, кольору та стилю цих елементів. Замість цього, модель C4 рекомендує використовувати прості діаграми на основі вкладених блоків, щоб полегшити інтерактивне спільне малювання діаграм. Техніка також визначає найкращі практики моделювання, такі як використання заголовка та легенди на кожній діаграмі, та зрозумілі однозначні підписи, щоб полегшити розуміння змісту діаграми для цільової аудиторії.
Модель C4 полегшує співпрацю при створенні та розвитку архітектури при гнучкій розробці, де формальні методи ведення документації та попередній архітектурний дизайн є небажаними.